# Arquitectura de Nova York

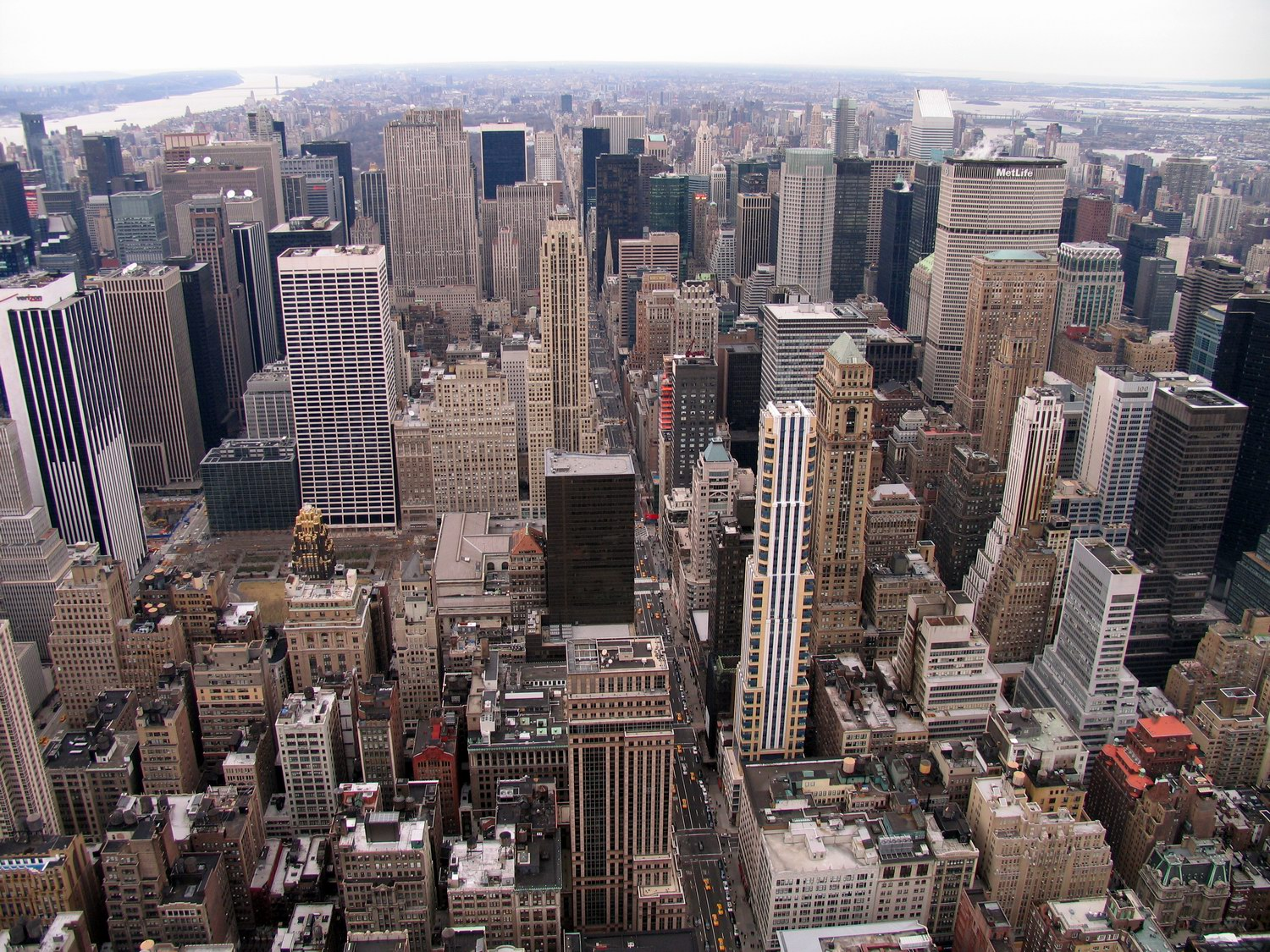
Els gratacels del Midtown Manhattan, vistos des de l'Empire State Building.

L'arquitectura de Nova York presenta un resum de la història de l'arquitectura americana i de l'arquitectura contemporània més enllà dels coneguts gratacels de Manhattan.

## Història de l'arquitectura novaiorquesa

### L'arquitectura colonial

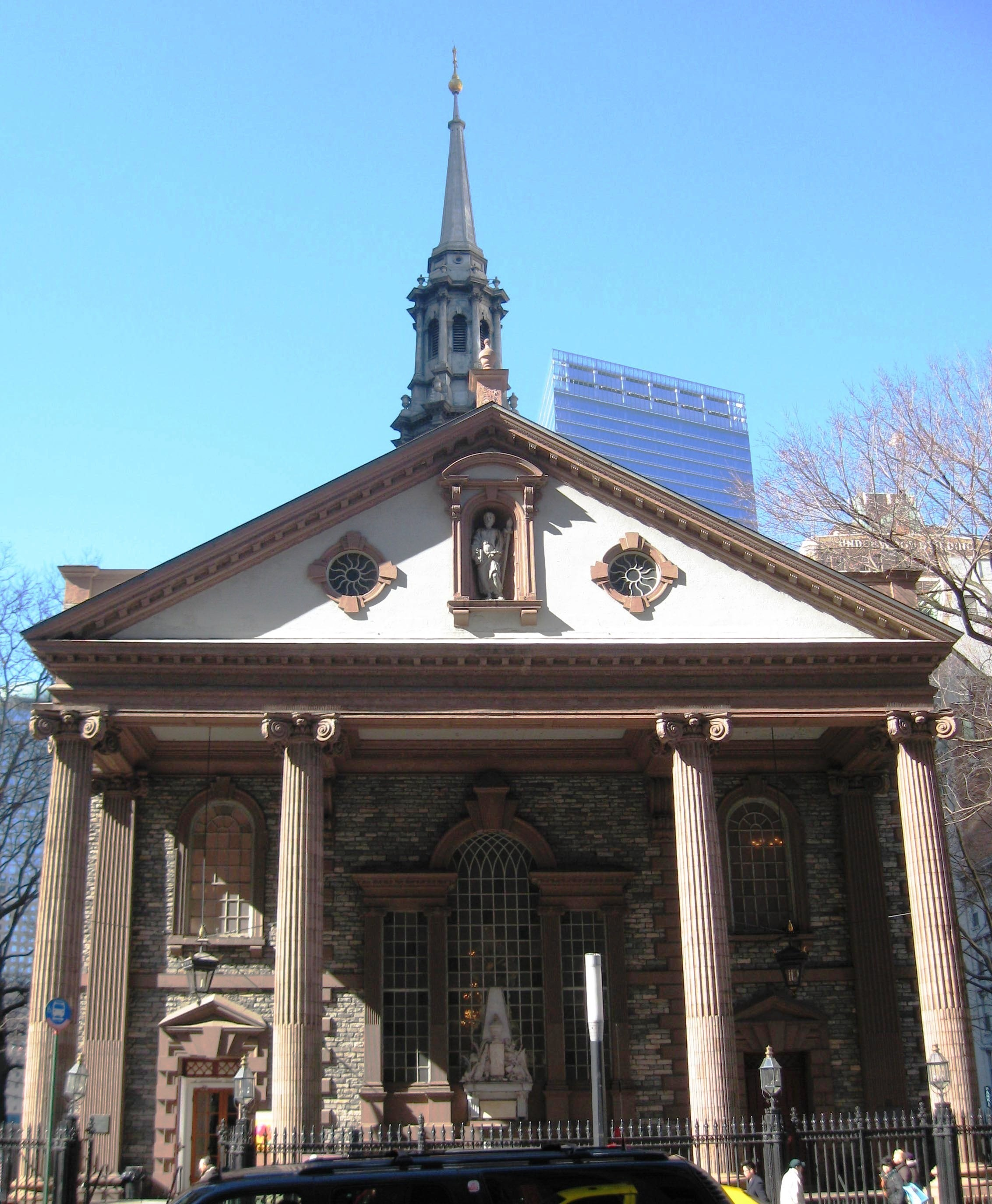
Saint Paul's Chapel of Trinity

Formant part de les 13 colònies britàniques de la costa oriental d'Amèrica del Nord, la ciutat de Nova York va rebre en principi les influències arquitecturals britàniques. L'església Saint Paul's Chapel of Trinity (1766) és un exemple d'estil anglès amb una punxa única que s'eleva enmig dels gratacels.
Després de la guerra d'independència, l'estil georgià va continuar essent emprat (església Saint Mark's Church in-the-Bowery, 1799, a l'East Village) però es trobà aviat rellevat per l'estil Greek Revival al nord de Washington Square Park i al Federal Hall.

### L'arquitectura neogòtica

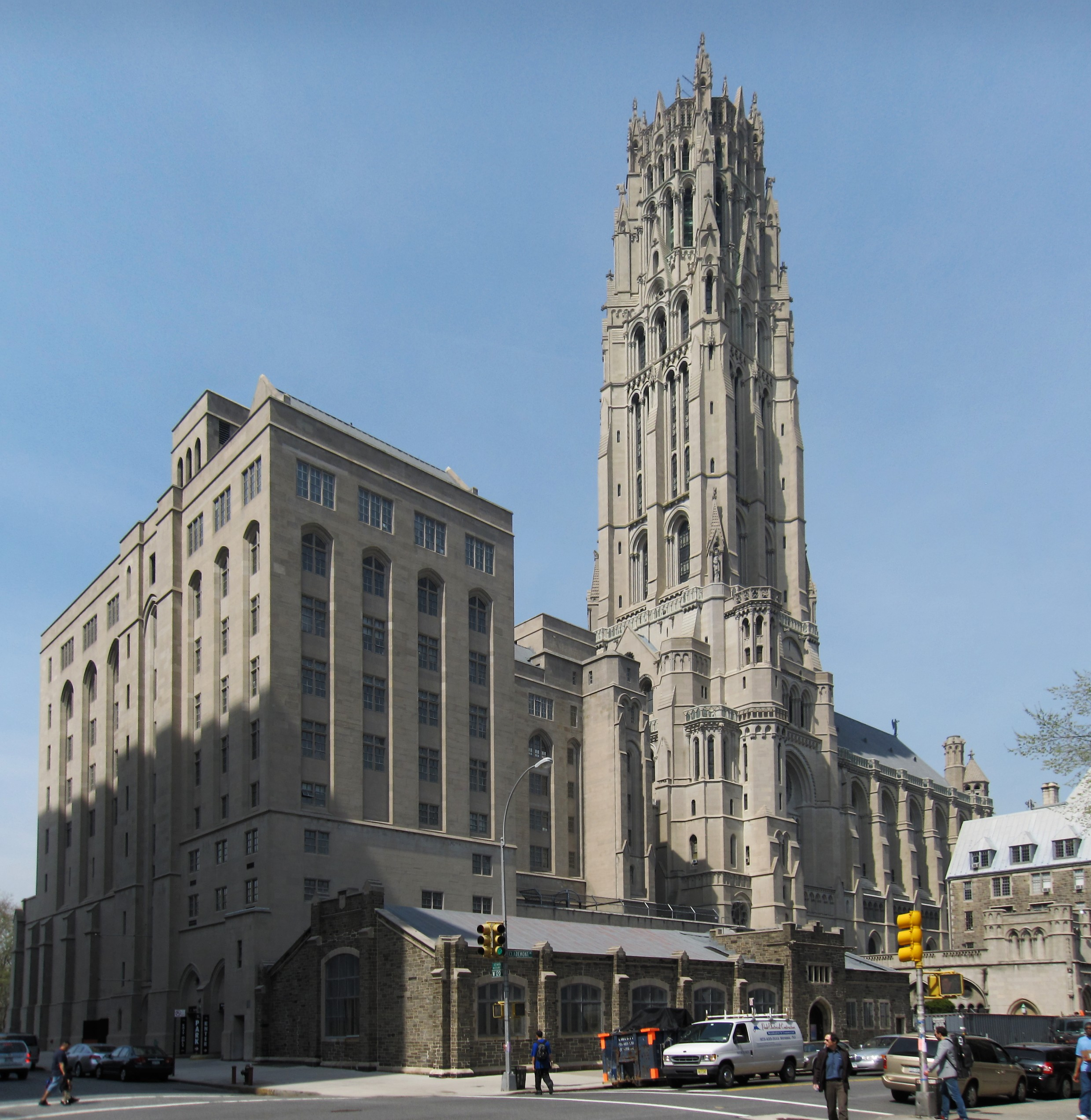
La Riverside Church, situada al nord de Manhattan.

L'estil neogòtic apareix al segle xix i serà emprat fins al segle xx, incloent-hi els gratacels. A la segona meitat del segle xix, Nova York coneix canvis profunds: la seva població augmenta fortament. La revolució industrial aporta nous materials i noves tècniques i la burgesia financera es desenvolupa.
Richard Upjohn (1802-1878) s'especialitzà en les esglésies rurals del nord-est però la seva obra més important va ser la Trinity Church a Nova York. La seva arquitectura en gres vermell fa referència al segle xiv europeu.
És a James Renwick Jr a qui es deu la catedral Saint-Patrick, també a Nova York, síntesi elegant de les catedrals de Reims i de Colònia. El projecte li va ser confiat el 1858 tot i que va ser acabat aixecant les dues agulles a la façana el 1888. La utilització de materials més lleugers que la pedra permet passar sense arcbotant i contraforts exteriors.
El Woolworth Building, obra de l'arquitecte Cass Gilbert (1913), amb els seus 60 pisos, superava aleshores la Metropolitan Life Tower. Els tres primers nivells són guarnits amb pedra calcària reemplaçada al nivells següents per terracota. La tendència neogòtica va empènyer l'arquitecte a afegir falsos contraforts i gàrgoles. Tenint en compte les grans dimensions de l'edifici, els elements decoratius van ser sobredimensionats per tal de ser vistos des del carrer.
El 1924, Raymond Hood es va encarregar de l'American radiator building que llueix colors i exhibeix una decoració de terracota daurada, il·luminada de nit. L'arquitectura comença aleshores a servir de suport publicitari.

### Els Cast-iron Buildings

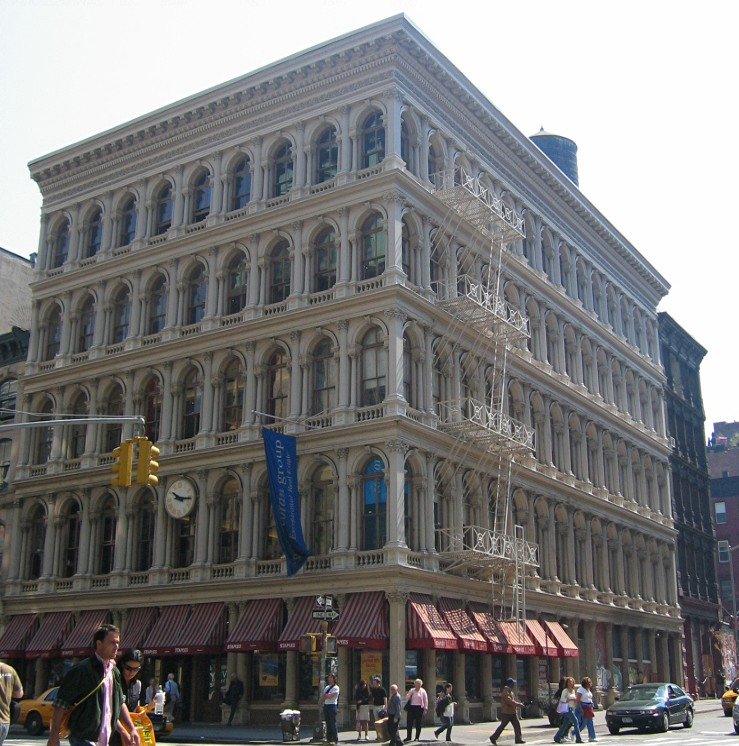
El Haughwout Building

A mitjans del segle xix, apareixen nous mètodes de fabricació directa de l'acer (procediment Thomas-Gilchrist, forns Bessemer i Siemens-Martin). Aquests descobriments, permeten la fabricació massiva d'un acer de qualitat. Els fabricants de fosa fan valer les qualitats del metall en arquitectura: les peces estandarditzades redueixen el cost de la construcció. Els riscs d'incendis disminueixen gràcies al procediment d'ignifugat de l'estructura. James Bogardus (1800-1874) és un d'aquests empresaris que fa publicitat d'aquest mètode de construcció vinculat a la revolució industrial i anomenat cast-iron building.
Daniel Badger (1806-1884) fabrica els elements metàl·lics que decoren la façana del Haughwout Building, del qual els plànols són de John P. Gaynor. En aquest edifici s'hi troba el primer ascensor a vapor Otis que munta cinc pisos. Les finestres són emmarcades per columnes corínties i el conjunt és resseguit d'una cornisa minuciosament adornada.
A destacar, també en aquesta època, la important contribució del valencià Rafael Guastavino (continuada pel seu fill) que partint de la tècnica tradicional de la volta catalana va desenvolupar un sistema que permetia abaratir considerablement el cobriment de grans superfícies mitjançant la construcció d'atrevides voltes de maò, molt resistents, lleugeres, ràpides de construir, i perfectes per prevenir el foc. A Nova York l'empremta de Guastavino es troba a la catedral Saint John the Divine, a la Grand Central Terminal, a la capella de la Universitat de Colúmbia, a l'edifici Municipal de Manhattan, etc.

### Els gratacels
La construcció i la utilització dels gratacels es va fer possible gràcies a la invenció de l'ascensor i al progrés de la siderúrgia. El pla hipodàmic i l'especulació predial al centre de Nova York tenen molt a veure amb l'èxit d'aquest mètode de construcció. Finalment, l'agrupament d'empreses i la competició capitalista inciten a l'elevació vertical dels edificis.

#### Els gratacels Art Déco (anys 1920-1930)

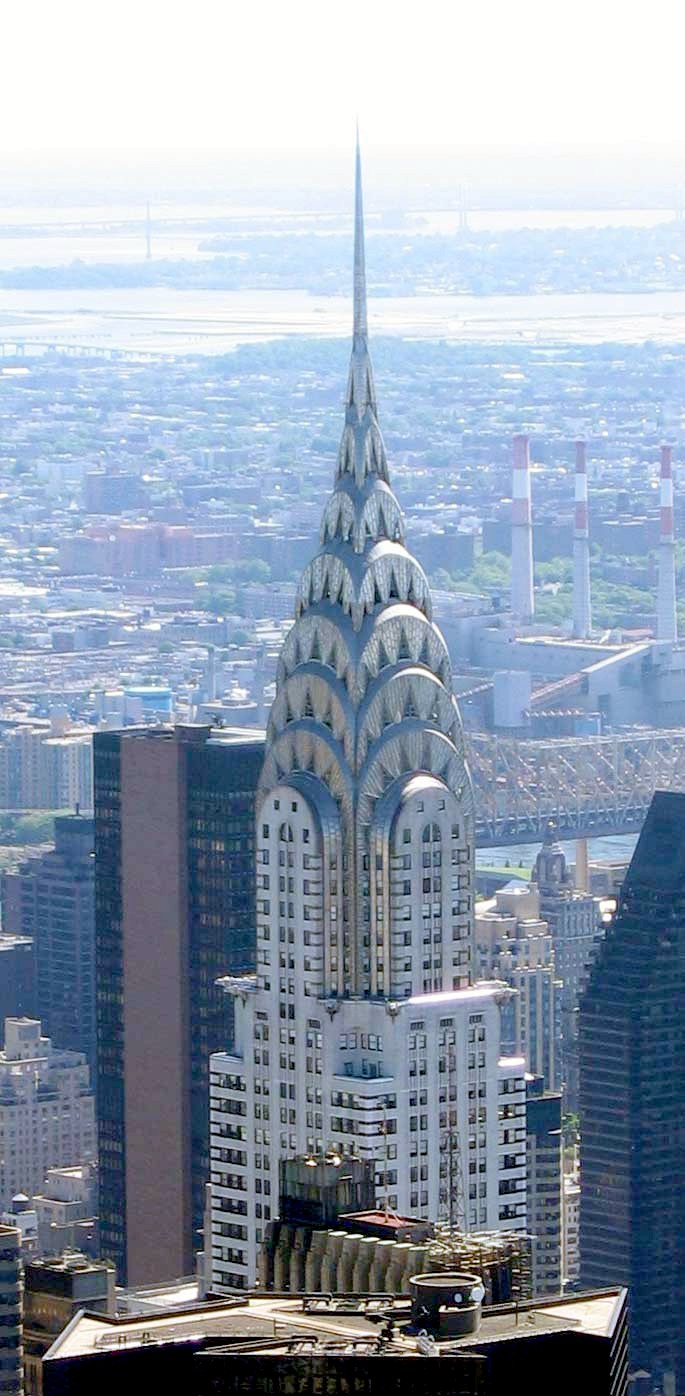
El Chrysler Building

A partir dels anys 1920, la influència art déco es fa notar en l'arquitectura novaiorquesa. La simplificació geomètrica, l'estilització i l'ús de materials luxosos s'il·lustra essencialment en gratacels com el Chrysler Building, l'Empire State Building, el Chanin Building, el Daily News Building i el McGraw-Hill Building). Però el Rockefeller Center proposa la idea de construir una ciutat a la ciutat en un període de dubtes vinculat a la crisi econòmica. La rapidesa amb la que l'Empire State Building va ser erigit testimonia la racionalització de les tècniques de construcció: una de les set meravelles del món modern va requerir un taller que va durar menys de dos anys.

## L'estil internacional (anys 1930-1970)
Dels anys 1930 als anys 1960, l'Estil internacional i la influència de l'escola del Bauhaus es fan visibles a la metròpoli novaiorquesa: l'Estil internacional es presenta com una tendència resoludament modernista i cerca desfer-se de la decoració. La seu de l'ONU il·lustra de manera destacada aquest estil després de 1945. L'edifici va ser construït al llarg de l'East River a un terreny adquirit gràcies a una donació de John Davison Rockefeller Junior i es va inaugurar el 9 de gener de 1951 i esdevenint un símbol de l'internacionalisme i del progrés. Aplica la concepció d'edificis separats segons la seva funció. El gratacel on es troba la secretaria de les nacions unides arriba als 164 metres i es presenta sobre dues cares com un mur-cortina de vidre i alumini, mentre que els altres costats els cobreixen plaques de marbre.
L'alemany Walter Gropius, que ensenyava arquitectura a Harvard, va construir amb Pietro Belluschi l'edifici de la Pan Am a New York l'any 1963. Va formar els grans arquitectes de la generació següent. Ludwig Mies van der Rohe va arribar als Estats Units el 1937 i va aplicar les seves concepcions del classicisme modernista al Seagram Building (1958).

## El postmodernisme
Els anys 1970 marquen un canvi en l'arquitectura americana: la crisi del petroli i revaloració del patrimoni del país constitueixen el tret de sortida pels arquitectes. S'assisteix llavors a la crítica de l'estil internacional i la seva tendència al minimalisme i a l'austeritat. Nombrosos arquitectes prenen partit en la recuperació l'estil Beaux-Arts, Art Déco i no vacil·len a barrejar els estils.
Les obres més importants del postmodernisme són el Lincoln Center i el Metropolitan Opera.

## El període actual

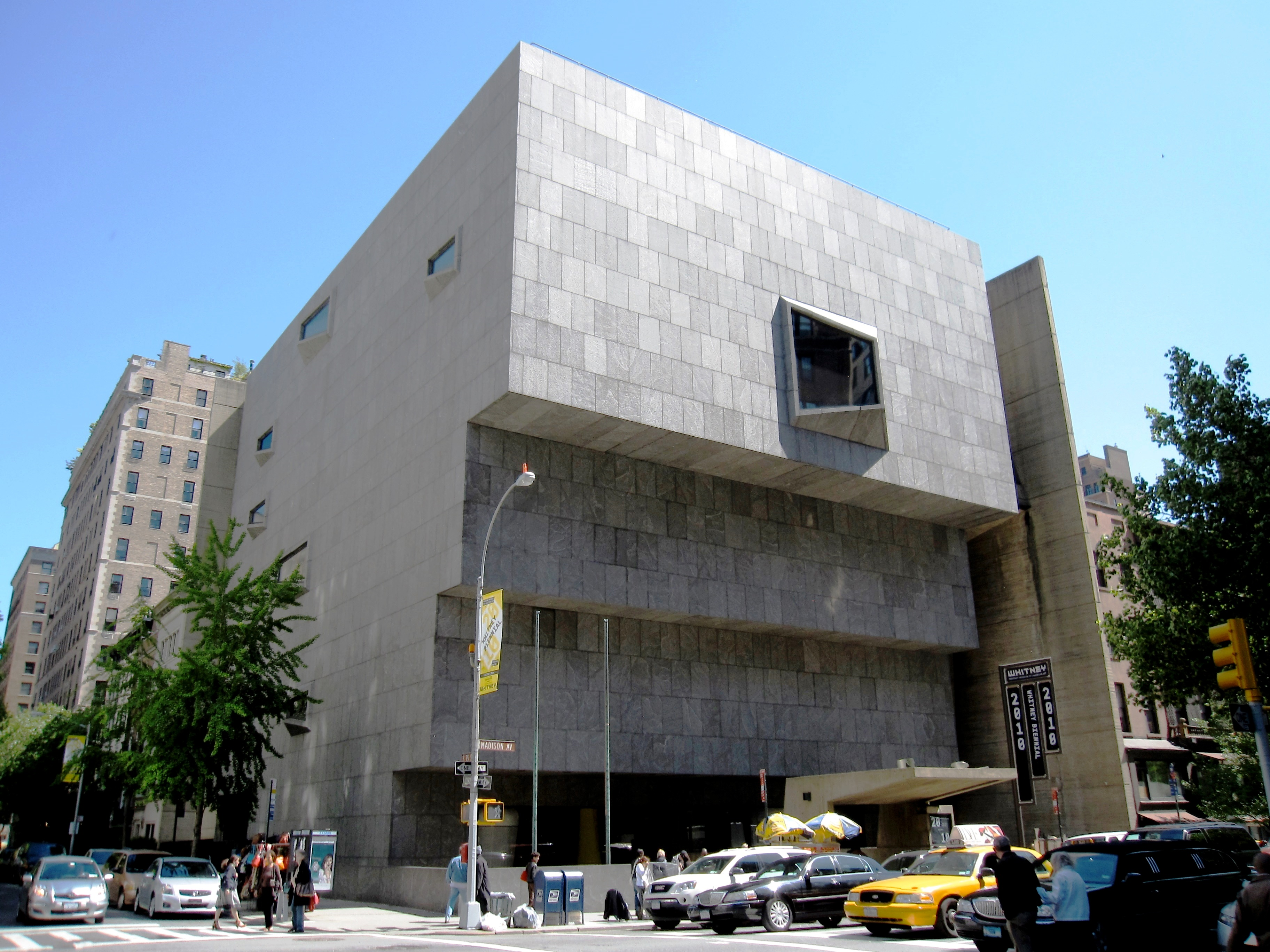
El Whitney Museum of American Art

Els atemptats de l'11 de setembre de 2001 han provocat l'inici d'una reflexió pel que fa als gratacels. Les exigències ecològiques (arquitectura verda), la utilització de la informàtica han capgirat la manera d'entendre la construcció. Ha augmentat la diversitat gràcies a nous materials. Els projectes concerneixen superfícies més grans, de vegades barris sencers: el Rockefeller Center en va ser un precursor als anys 1940.
La reflexió s'ha dut també pel que fa a la rehabilitació dels centres de les ciutats americanes, com la renovació del barri de Harlem per Roberta Wash. Un dels arquitectes més coneguts al començament dels anys 2000 és l'italià Renzo Piano que treballa en diversos projectes: la Pierpont Morgan Library (acabada l'abril de 2006), el New York Times Building a la 8a Avinguda, l'ampliació del Whitney Museum o fins i tot el nou campus de la Universitat de Colúmbia.

## Galeria

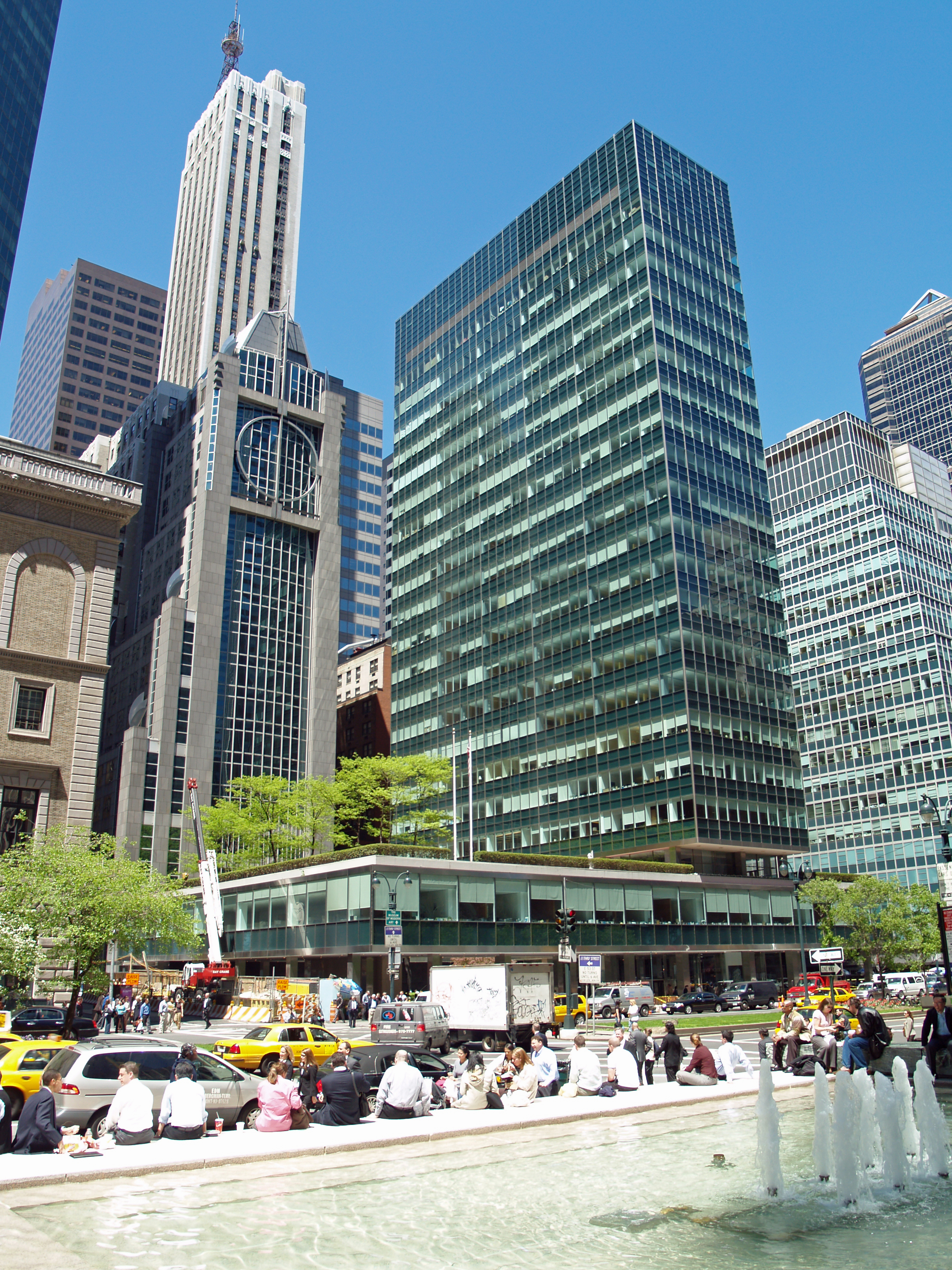
Lever House
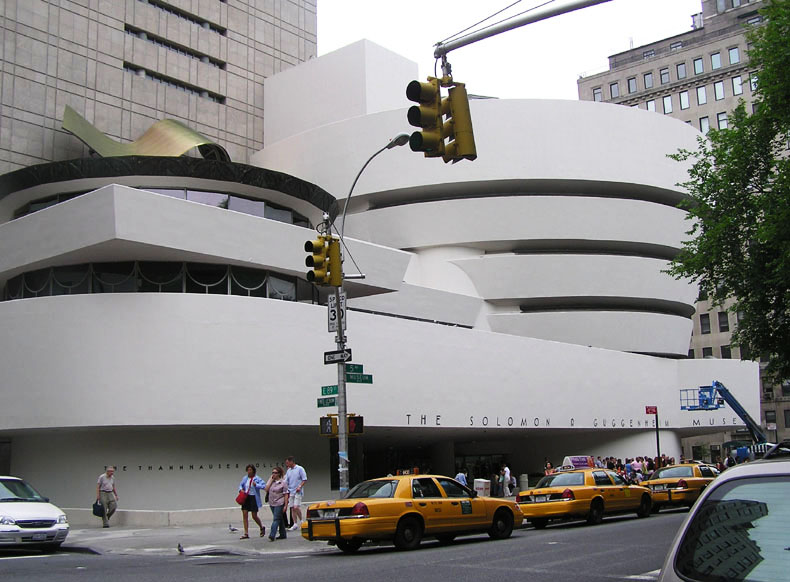
Guggenheim Museum
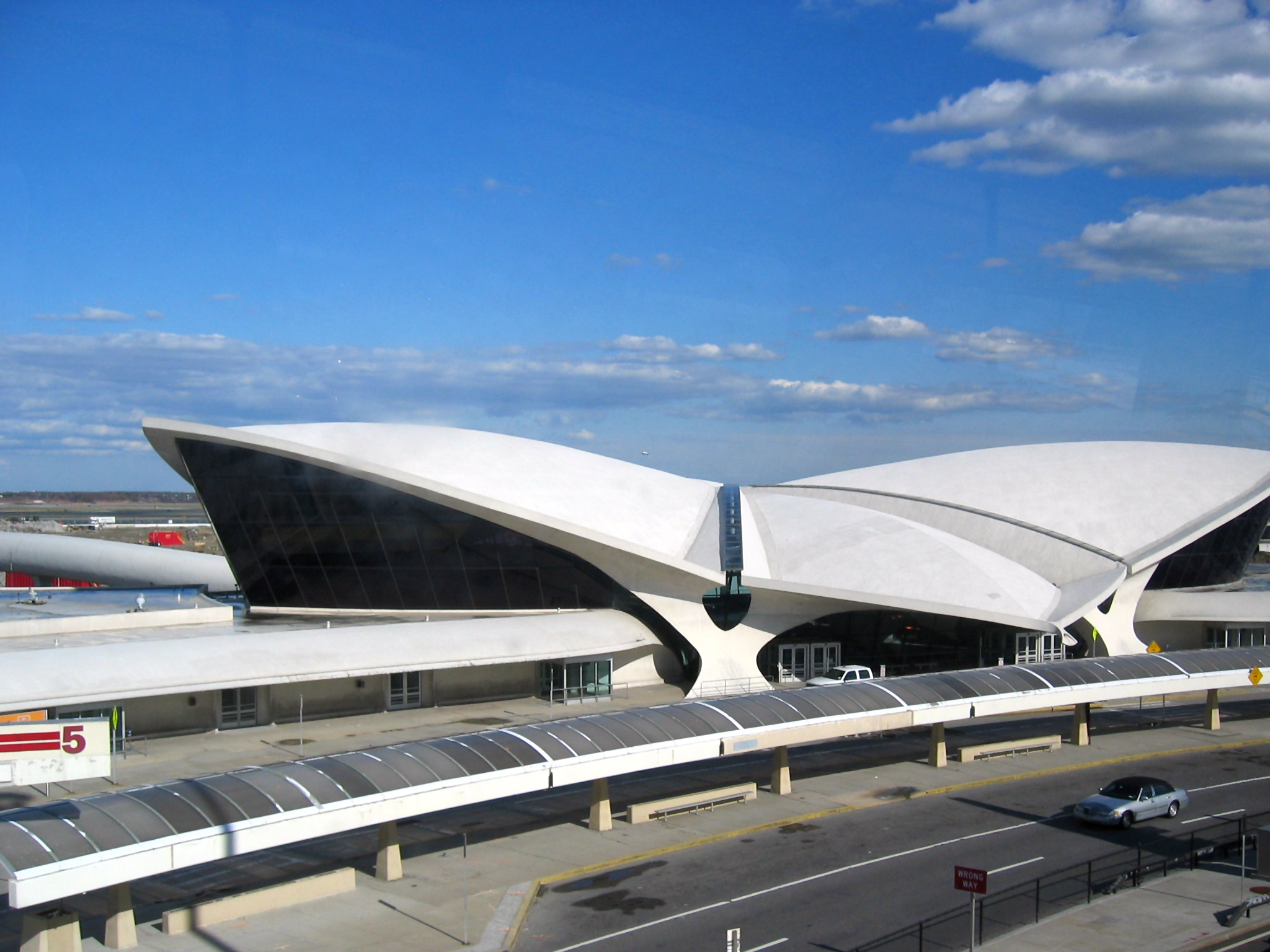
TWA Flight Center
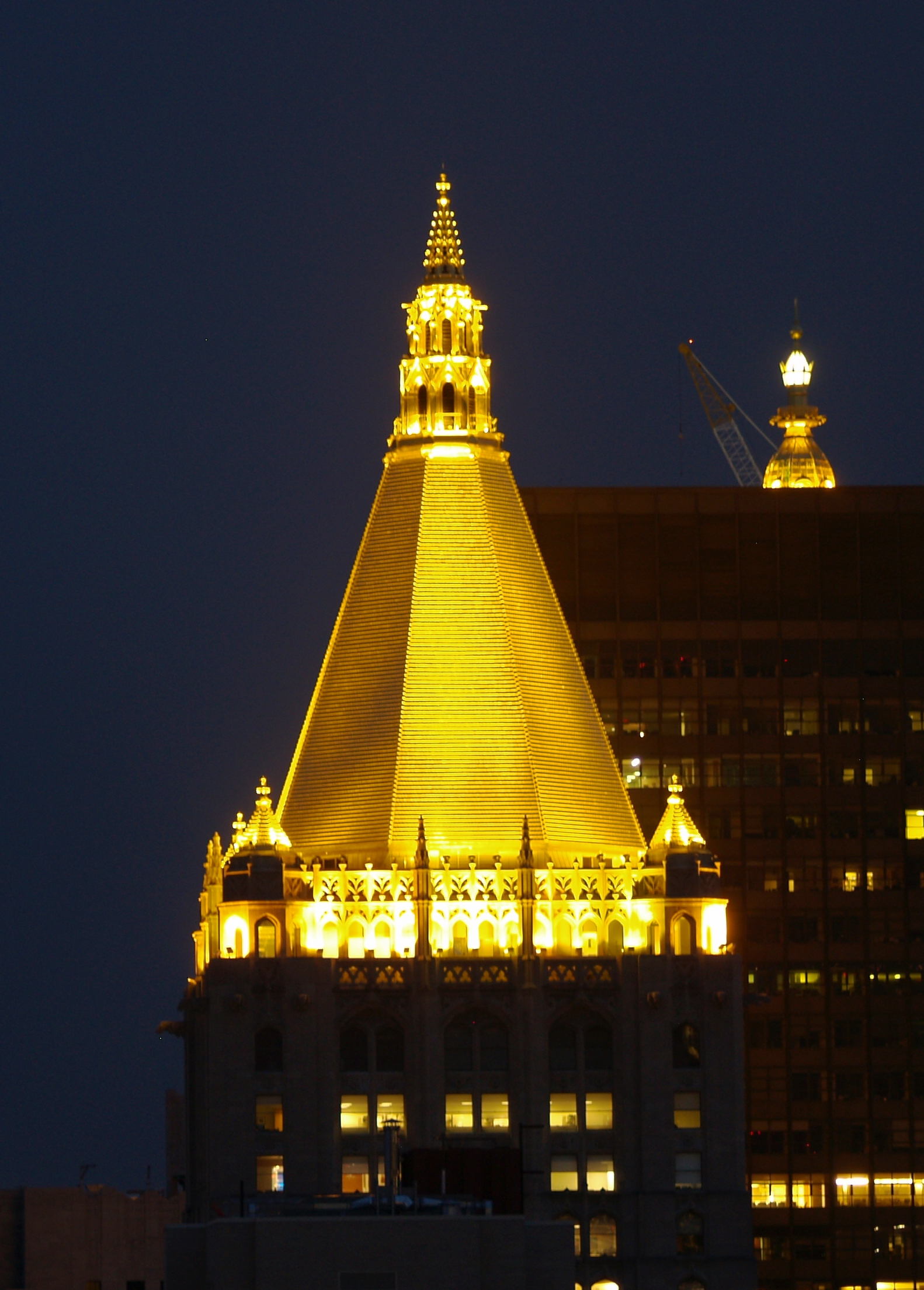
New York Life building
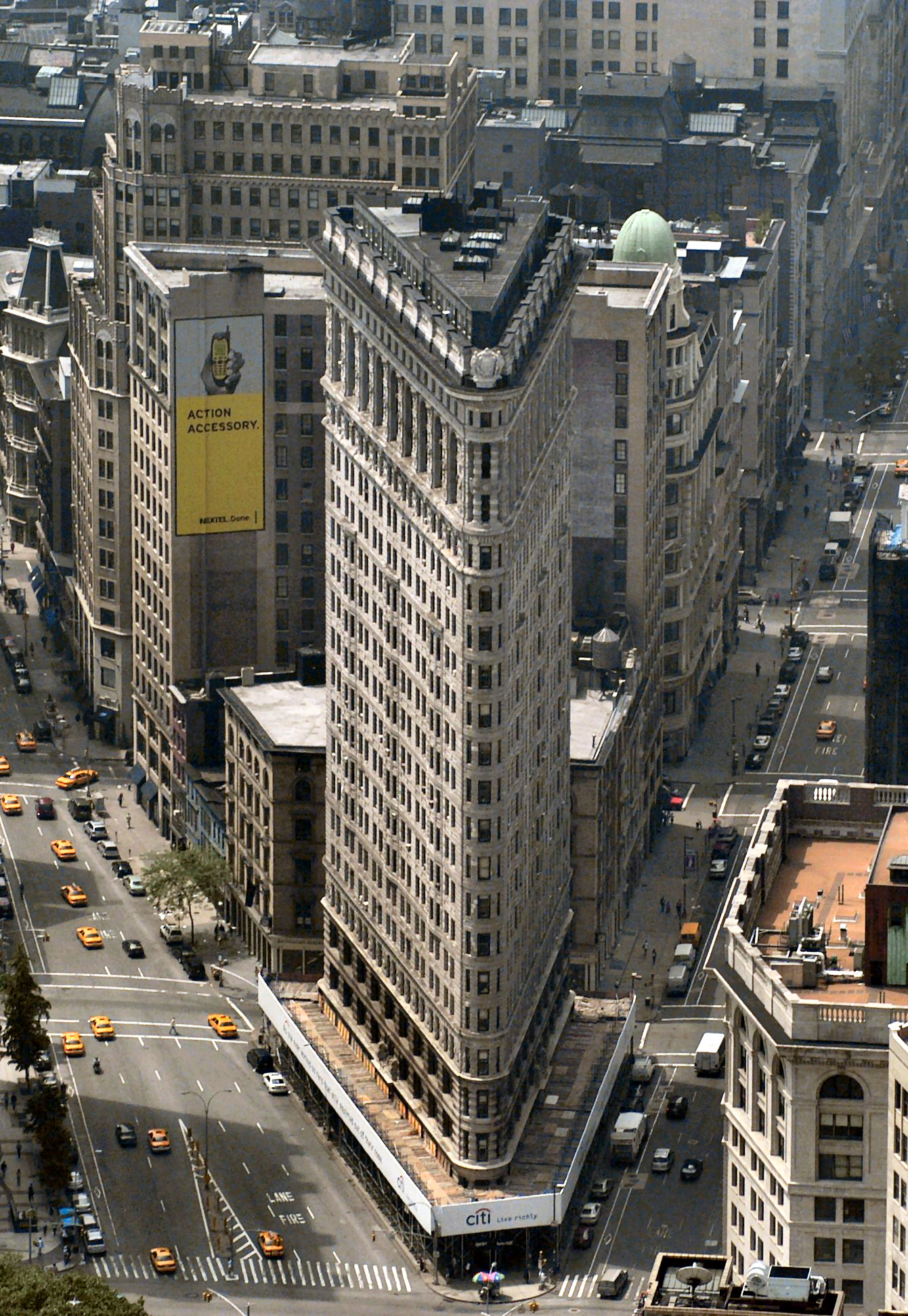
Flatiron Building
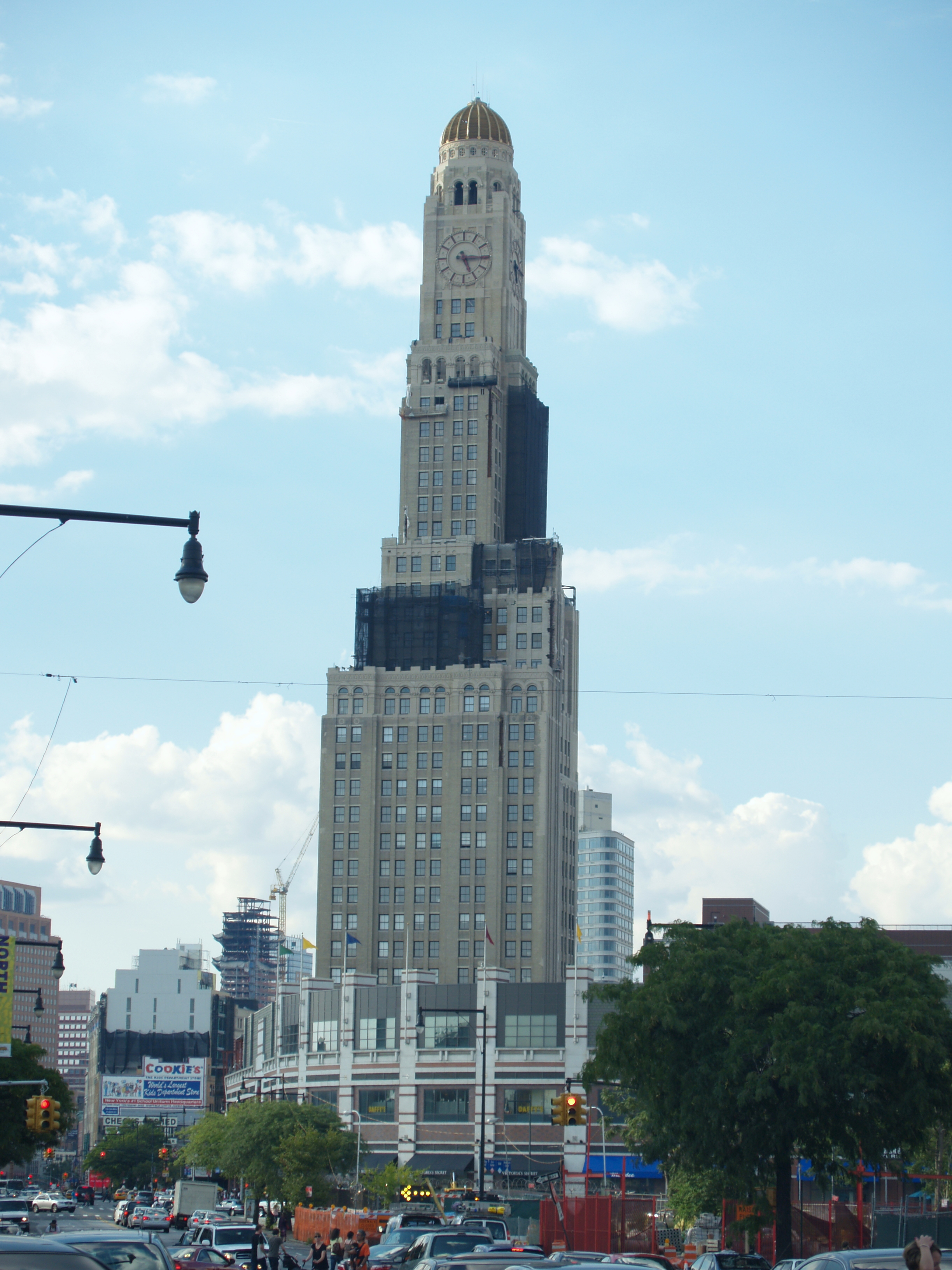
Williamsburgh Savings Bank Tower
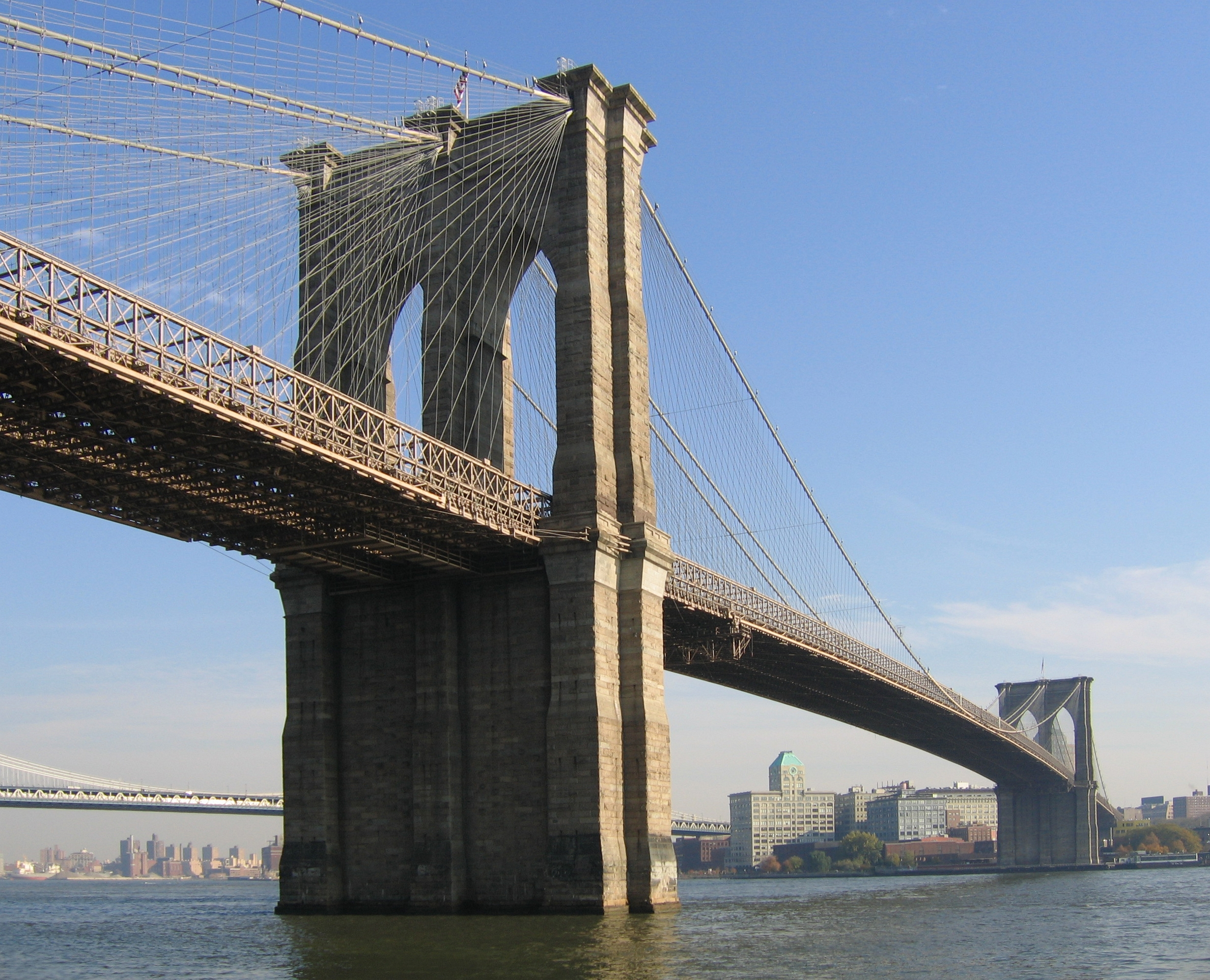
Pont de Brooklyn
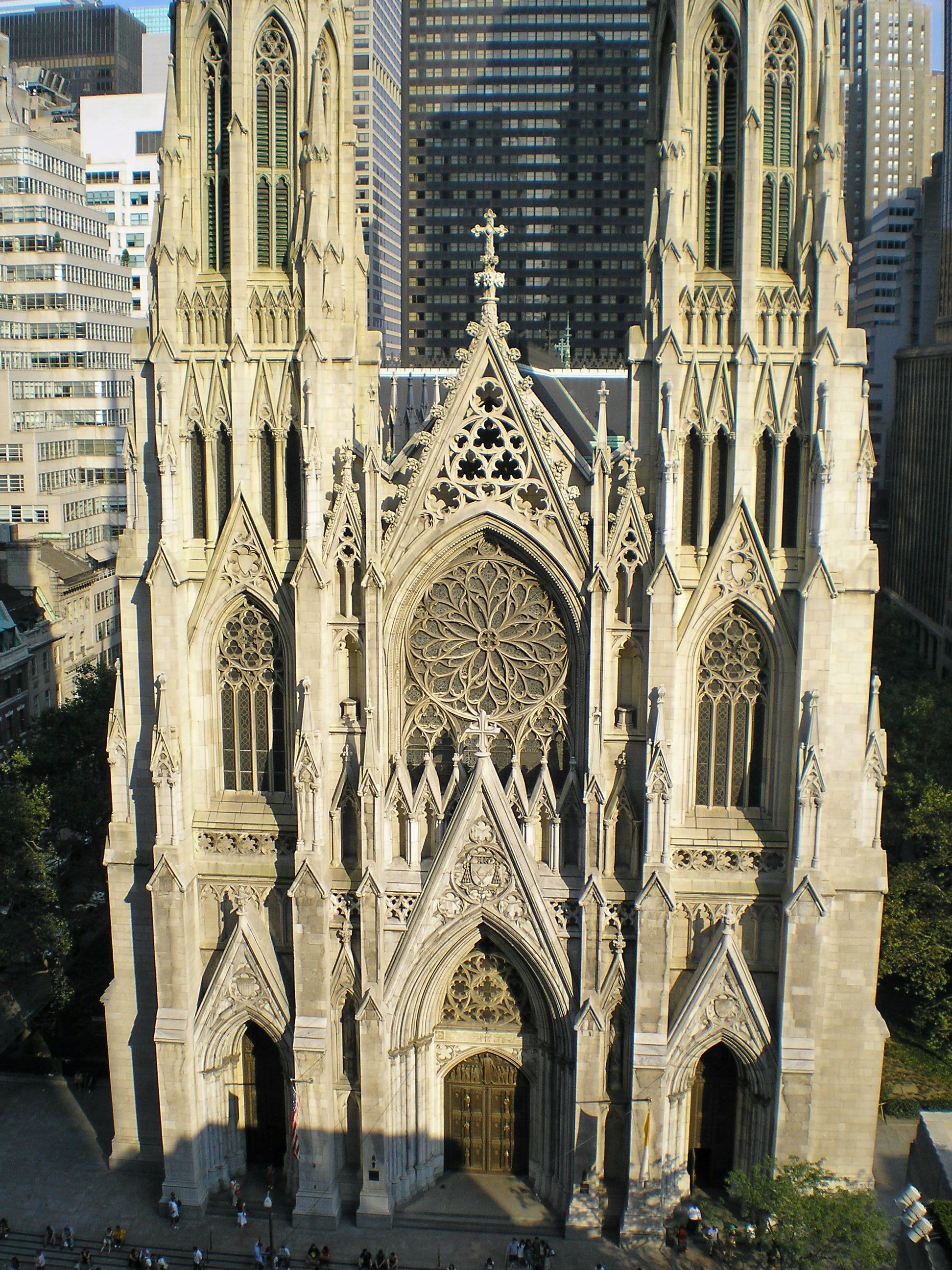
St. Patrick's Cathedral
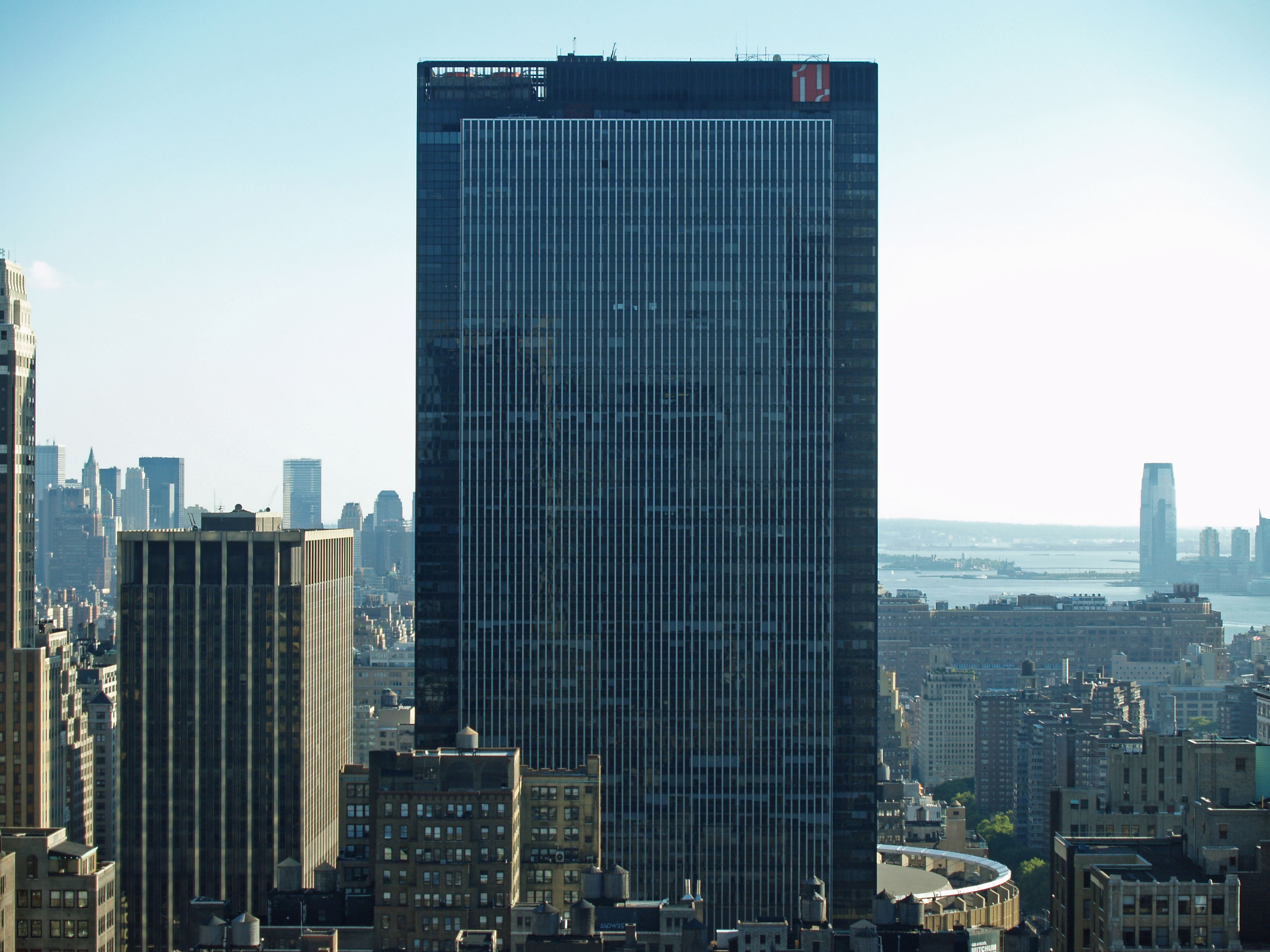
One Penn Plaza
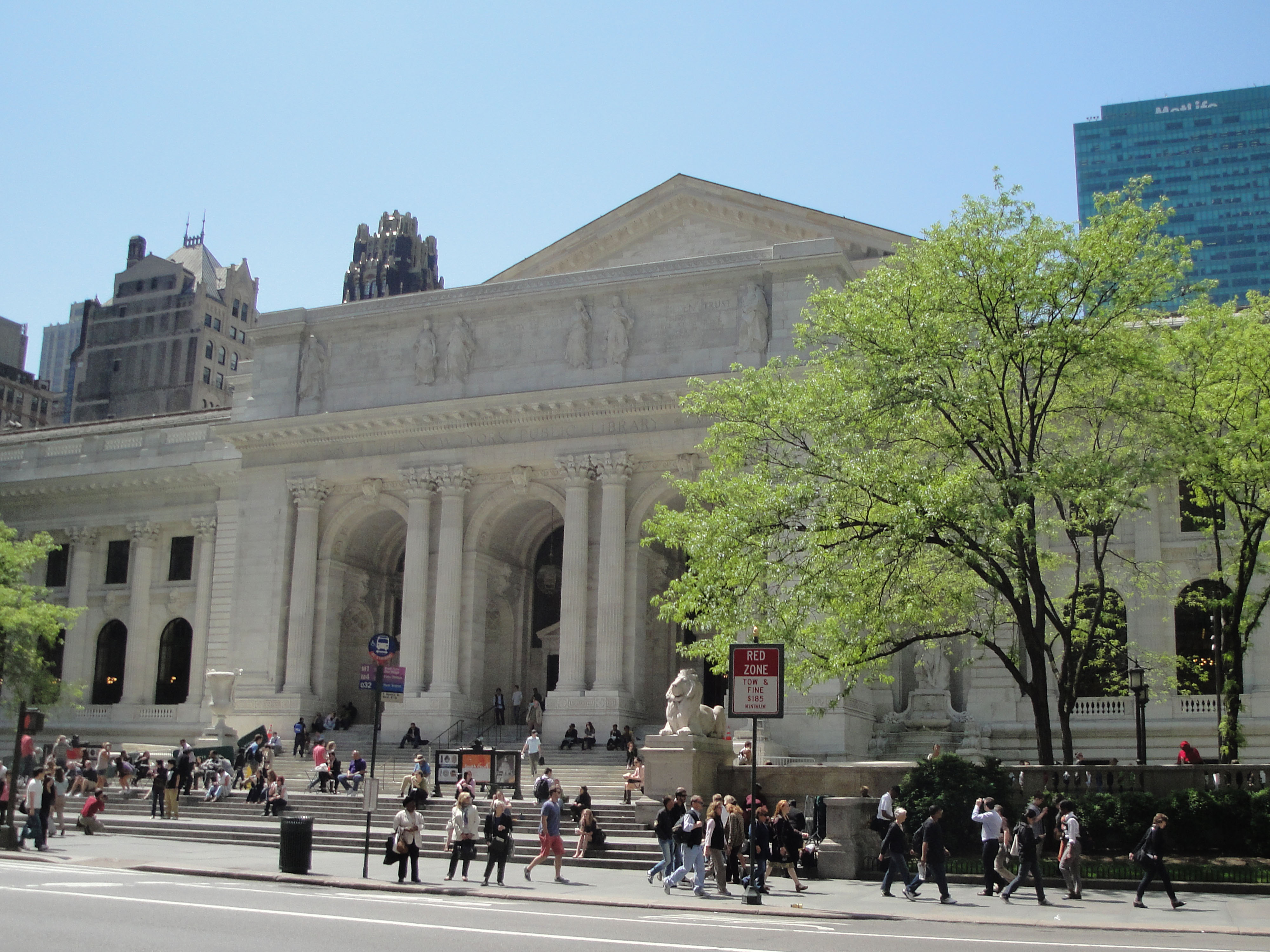
New York Public Library
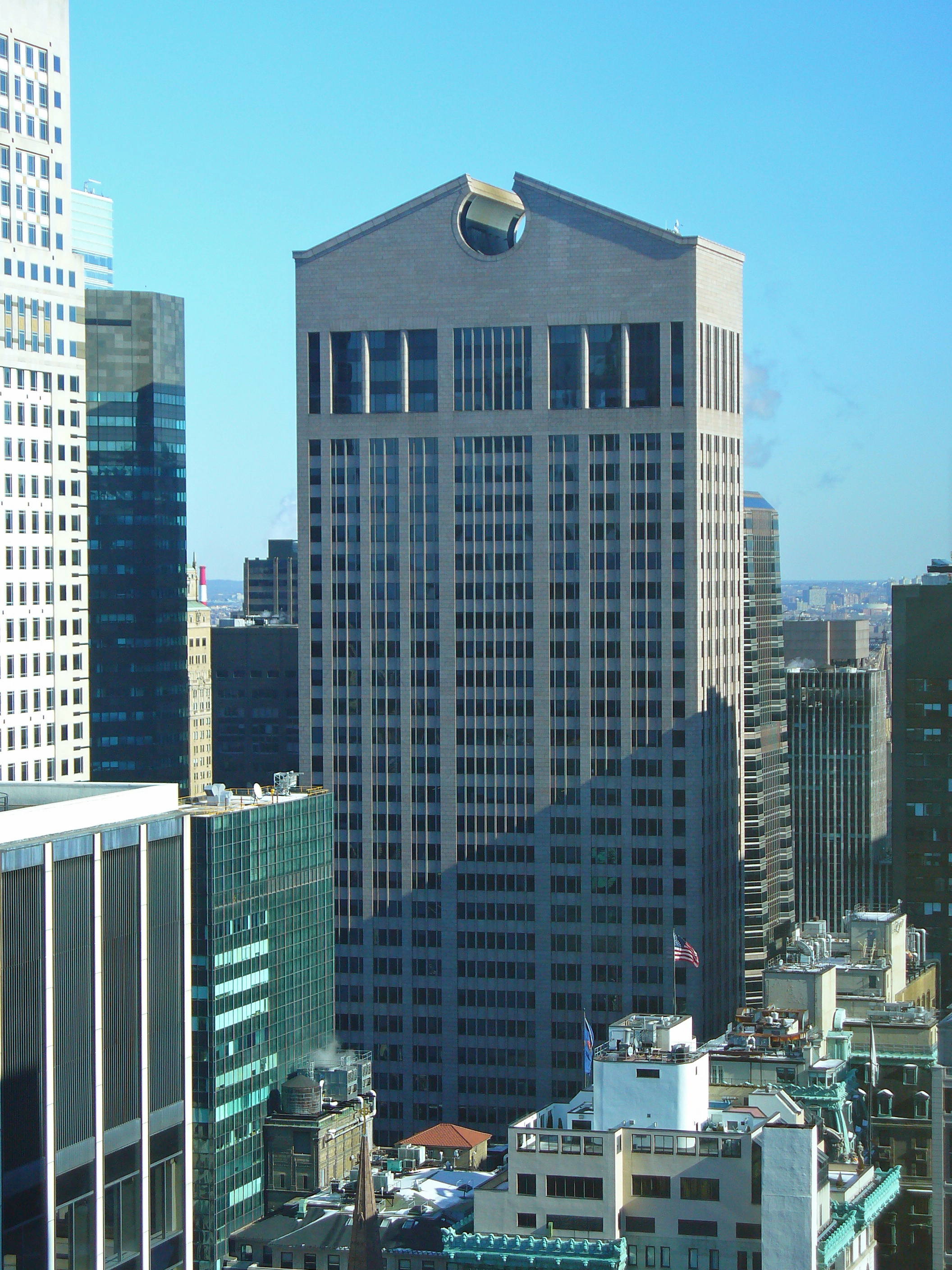
Sony Building
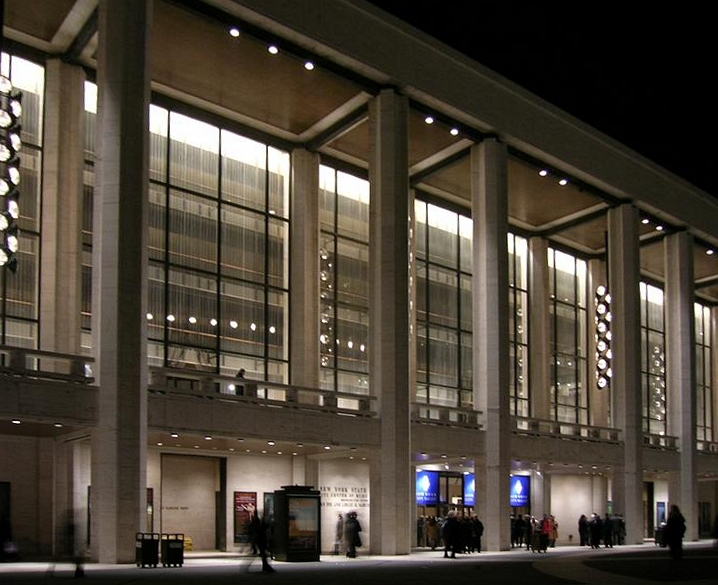
Lincoln Center